# 浦和麗明高等学校
浦和麗明高等学校（うらわれいめいこうとうがっこう）は、埼玉県さいたま市浦和区東岸町にある私立高等学校。

## 概要
1936年に学校法人小松原学園の創始者である小松原賢誉が浦和女子洋裁学校として創立し、その後小松原女子高等学校と称した。創立80周年の節目を受けて、2015年（平成27年）に浦和麗明高等学校と改称し、姉妹校の叡明高等学校とともに進学校化を目指す高等学校としてスタートした。創立80年を越える歴史ある伝統校である。
特選コースを設けて難関大学合格をに力を入れており、土曜講習で模試対策なども行っている。ここ数年はコース制度を含むカリキュラム制度の改革や合格基準の引き上げにより、志願者が増えてきている。過去には、保育進学コースや福祉進学コースなどの専門コースが設置されていた。
文武両道を奨励しており、テニス部やチア・バトン部が全国レベルで活動している。平成30年度の共学化に伴い、男子部活動が設置され、テニス部では初年度から関東大会に出場するなど、期待が高まっている。
創立以来女子学校であったが、平成30年度（2018年）より男女共学となった。

## 沿革
- 1936年（昭和11年）4月 - 浦和女子洋裁学校本科・研究科開設。
- 1940年（昭和15年）1月 - 同校に浦和商業女学校併設認可。
- 1948年（昭和23年）4月 - 小松原女子高等学校普通科・商業科設置認可。
- 1950年（昭和25年）4月 - 浦和女子洋裁学校から小松原女子実業学校に改称。
- 1951年（昭和26年）3月 - 学校法人設置認可。
- 1953年（昭和28年）3月 - 小松原女子実業学校廃止。
- 1965年（昭和40年）2月 - 冷暖房付鉄筋2階建校舎完成。
- 1966年（昭和41年）5月 - 冷暖房付鉄筋3階建校舎完成。
- 1971年（昭和46年）4月 - 普通科にコース制を採用する。
- 1976年（昭和51年）3月 - 全館冷暖房付鉄筋4階建校舎完成。
- 1982年（昭和57年）3月 - 会館冷暖房付鉄筋3階建校舎完成。
- 1987年（昭和62年）
  - 4月 - 金館冷暖房付鉄筋3階建校舎完成。
  - 10月 - 冷暖房付鉄筋2階建校舎完成。
- 1993年（平成5年）4月 - 商業科を経済科に改称。
- 2003年（平成15年）4月 - 普通科進学選抜、福祉進学開設。
- 2004年（平成16年）4月 - 普通科特進選抜、進学選抜、福祉特選、総合進学開設。
- 2006年（平成18年）3月 - 商業科廃科。
- 2008年（平成20年）4月 - 普通科保育コース開設。
- 2015年（平成27年）4月 - 校名変更「浦和麗明高等学校」
- 2018年（平成30年）4月 - 新校舎（鉄筋4階建）完成。男女共学化。

## 建学の精神・教育方針

### 建学の精神
- みんなから愛される人
- 社会に役立つ人
- 勤労を尊び前進する人

### 教育理念
- 叡智・高志・協調

### 教育方針
- 自主自立の精神を養い、自ら学び自ら考える力をはぐくむ
- 確かな学力と規範意識に基づく豊かな社会性を養い、たくましく生き抜く力を育む
- 思いやりの心や個性を伸ばし、一人ひとりの夢や希望を育む

## 教育
3学期制で、特進選抜コースは土曜講習を実施しているためほぼ週6日制。他は週5日制である。授業時間は50分で、1日6時間授業を基本としている。校内にすべての生徒が利用できる自習室が設置されており、学習環境が整えられている。
尚、令和5年度より授業時間が50分となり1日6時間授業となる。

## 学校施設
平成30年度の共学化に伴い、体育館・校舎ともにリニューアルした。食堂も備えている。
第1・2グラウンドは体育の授業で利用しており、放課後はソフトテニス部・テニス部・ハンドボール部・ソフトボール部・陸上競技部が活動している。第2グラウンドは硬式野球部・サッカー部の活動場所で、テニス・ハンドボールでも利用できる｡
その他、東浦和駅から徒歩8分の場所に川口グランドがある。これは全天候型グラウンドで、ハンドボールコートやハードコート2面を備えたテニスコートは夜間照明も設置され、授業やクラブに活用されている。

## 制服
平成28年度に創立80周年を記念して浦和麗明高等学校に校名を変更した際に制服を新しくしたが、平成30年度共学化に伴い再び新しくした。

## 校歌
平成30年度の共学化に伴い、新井満が作曲し、富樫強作詞の「心の翼を広げて」となった。

## 部活動
- 野球部
- テニス部
- サッカー部
- バスケットボール部
- バレーボール部
- バドミントン部
- チアダンス部
- ソフトボール部
- ハンドボール部
- 卓球部
- ソフトテニス部
- 陸上部
- 吹奏楽部
- 軽音楽部
- 合唱部
- 筝曲部
- 演劇部
- イラスト部
- 華道部
- 茶道部
- 書道部
- 美術部
- PC部
- ダンス部
- 理数同好会
- 調理同好会
- エコ活動研究会

## 著名な卒業生
- 白石麻衣：女優、乃木坂46元メンバー
- 吉川悠斗：プロ野球選手

## 交通
- 南浦和駅・浦和駅下車、徒歩8-10分[2]。